# 网罟座ε
网罟座ε是一个位于网罟座、距离地球约59光年的联星系统。其主星是一颗橙次巨星，伴星为一颗白矮星。在南半球黑暗的夜空中，即使不借助光学辅助工具，也能轻易地观测到主星网罟座εA。2000年，在该联星系统中发现了一颗环绕主星运转的系外行星。

## 联星系统
该联星系统中的主星网罟座εA是一颗橙次巨星，其质量较太阳大20%。作为一颗次巨星，其内核的氢核聚变已然停止或正在停止。之后不久，这颗恒星将会膨胀并成为一颗红巨星。尽管它已经步入发展的晚期阶段，但是其年龄并不比太阳大多少。
联星系统中的伴星网罟座εB是一颗白矮星，距离主星约240天文单位。该恒星的表面温度大约在9000-17000K之间。

## 行星系统

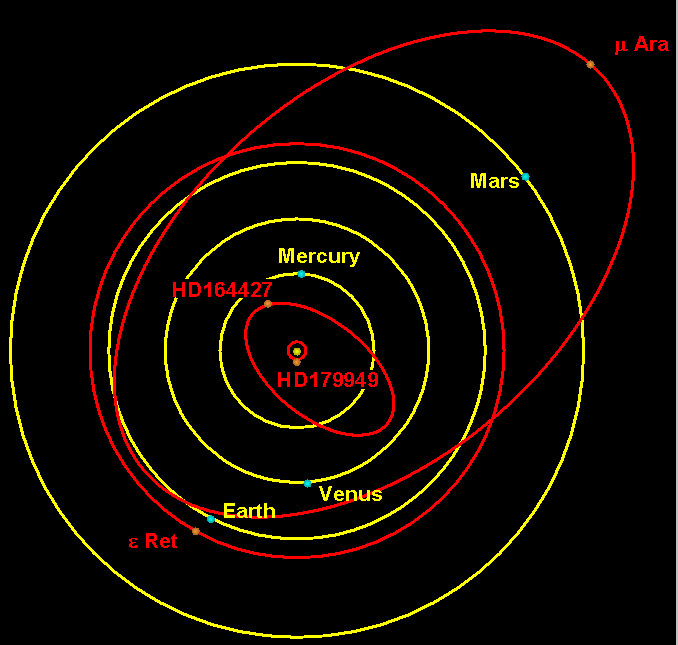
内太阳系和网罟座εb以及其他几颗系外行星轨道的叠加图。

2000年12月11日，一支天文小组宣布在该系统中发现了一颗行星网罟座εb。其质量下限为木星的1.17倍，半径也接近于木星；它环绕着主星网罟座εA运转，轨道与主星的平均距离为1.16天文单位。其轨道离心率很低（只有0.06），轨道周期为418地球日（即1.13地球年）。
在该联星系统的特洛伊带中可能存在着一颗地球大小的行星。
| 成員 (依恆星距離) | 质量            | 半長軸 (AU)   | 轨道周期 (天) | 離心率        | 傾角 | 半径 |
| ----------------- | --------------- | ------------- | ------------- | ------------- | ---- | ---- |
| b                 | >1.56 ± 0.14 MJ | 1.271 ± 0.073 | 428.1 ± 1.1   | 0.060 ± 0.043 | —    | —    |